# العلاقات الإندونيسية القبرصية
العلاقات الإندونيسية القبرصية هي العلاقات الثنائية التي تجمع بين إندونيسيا وقبرص.

## مقارنة بين البلدين
هذه مقارنة عامة ومرجعية للدولتين:
| وجه المقارنة                                              | إندونيسيا         | قبرص                                                                 |
| --------------------------------------------------------- | ----------------- | -------------------------------------------------------------------- |
| المساحة (كم2)                                             | 1.90 مليون        | 9.24 ألف                                                             |
| عدد السكان (نسمة)                                         | 263.99 مليون      | 1.14 مليون                                                           |
| الكثافة السكانية (ن./كم²)                                 | 138.94            | 123.38                                                               |
| العاصمة                                                   | جاكرتا            | نيقوسيا                                                              |
| اللغة الرسمية                                             | اللغة الإندونيسية | اليونانية الحديثة، اللغة التركية، لغة يونانية                        |
| العملة                                                    | روبية إندونيسية   | يورو، جنيه قبرصي                                                     |
| الناتج المحلي الإجمالي (بليون دولار)                      | 1.02 تريليون      | 21.65 مليار                                                          |
| الناتج المحلي الإجمالي (تعادل القوة الشرائية) بليون دولار | 2.85 تريليون      | 26.73 مليار                                                          |
| الناتج المحلي الإجمالي الاسمي للفرد دولار أمريكي          | 3.35 ألف          | 23.24 ألف                                                            |
| الناتج المحلي الإجمالي للفرد دولار أمريكي                 | 10.52 ألف         | 30.24 ألف                                                            |
| مؤشر التنمية البشرية                                      | 0.684             | 0.850                                                                |
| رمز المكالمات الدولي                                      | +62               | +357                                                                 |
| رمز الإنترنت                                              | .id               | .cy                                                                  |
| المنطقة الزمنية                                           |                   | ت ع م+02:00، ت ع م+03:00، توقيت شرق أوروبا، توقيت شرق أوروبا الصيفي ‏ |

## منظمات دولية مشتركة
يشترك البلدان في عضوية مجموعة من المنظمات الدولية، منها:
| علم المنظمة | اسم المنظمة                               | تاريخ انضمام إندونيسيا | تاريخ انضمام قبرص |
| ----------- | ----------------------------------------- | ---------------------- | ----------------- |
|             | مؤسسة التنمية الدولية                     | 20 أغسطس 1968          | 2 مارس 1962       |
|             | المنظمة الهيدروغرافية الدولية             | ?                      | ?                 |
|             | مؤسسة التمويل الدولية                     | 23 أبريل 1968          | 2 مارس 1962       |
|             | منظمة حظر الأسلحة الكيميائية              | ?                      | ?                 |
|             | يونسكو                                    | 27 مايو 1950           | 6 فبراير 1961     |
|             | الأمم المتحدة                             | 28 سبتمبر 1950         | 20 سبتمبر 1960    |
|             | الاتحاد الدولي للاتصالات                  | 1949                   | 24 أبريل 1961     |
|             | منظمة الشرطة الجنائية الدولية             | 5 أكتوبر 1954          | ?                 |
|             | البنك الدولي للإنشاء والتعمير             | 13 أبريل 1967          | 21 ديسمبر 1961    |
|             | الاتحاد البريدي العالمي                   | ?                      | ?                 |
|             | المركز الدولي لتسوية المنازعات الاستشارية | 28 أكتوبر 1968         | 25 ديسمبر 1966    |
|             | وكالة ضمان الاستثمار متعدد الأطراف        | 12 أبريل 1988          | 12 أبريل 1988     |
|             | منظمة التجارة العالمية                    | ?                      | ?                 |
|             | الفريق المعني برصد الأرض                  | ?                      | ?                 |

## وصلات خارجية
- موقع وزارة الخارجية الإندونيسية
- موقع وزارة الخارجية القبرصية